# George Avakian

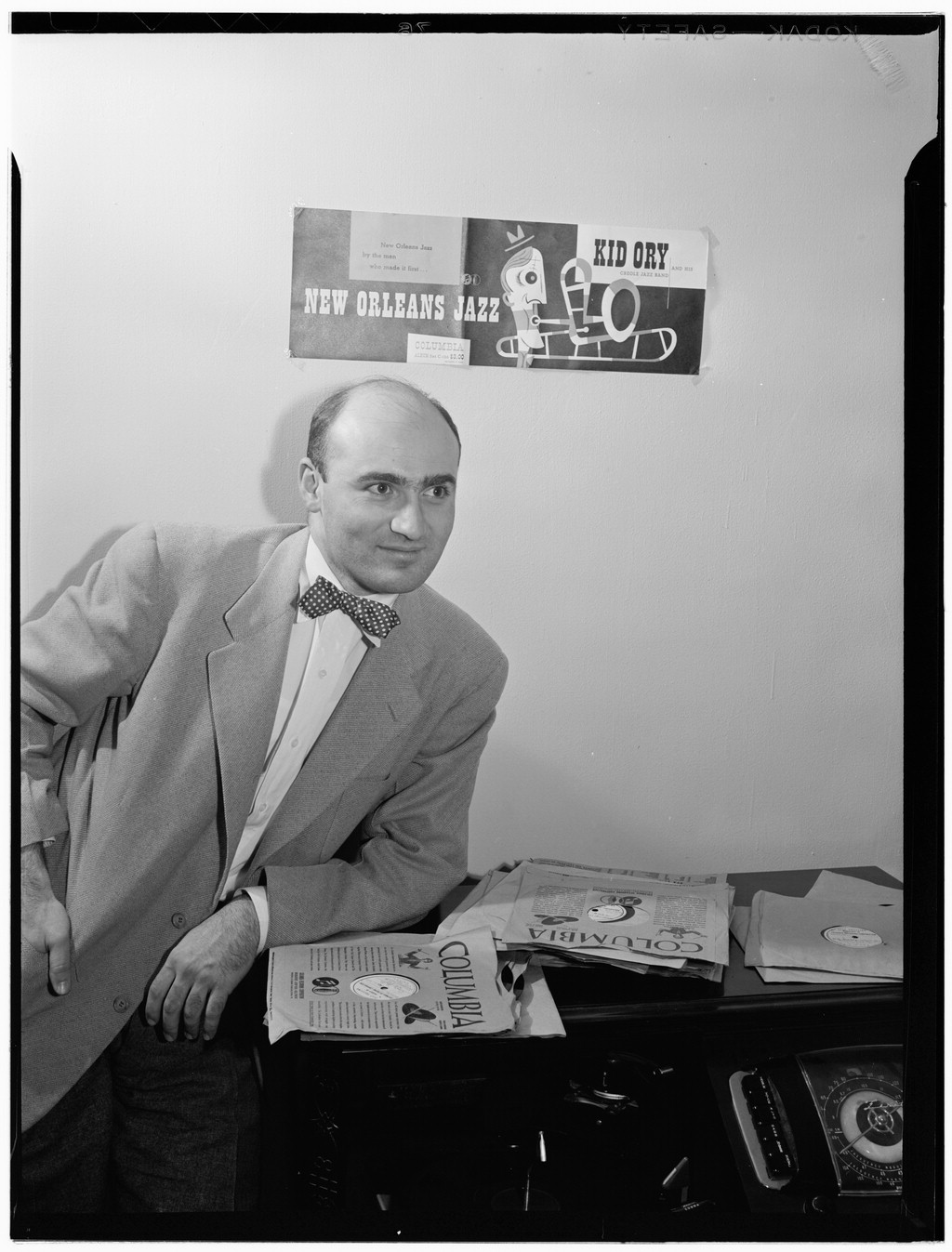
George Avakian (etwa 1948)
Foto: William P. Gottlieb.

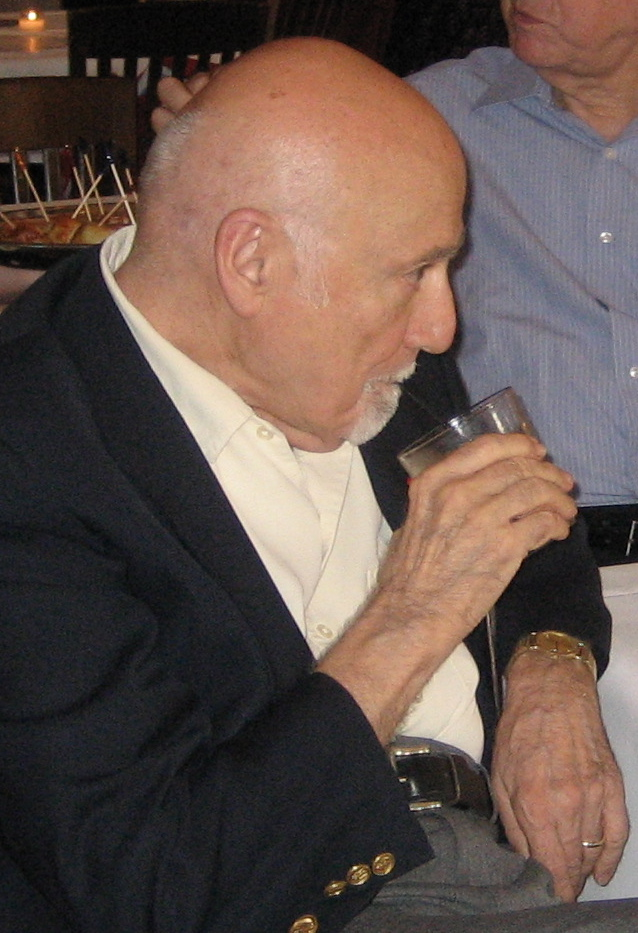
Avakian 2007 im Hard Rock Cafe in New Orleans

George Mesrop Avakian, ausgesprochen Awokean, (armenisch Ջորջ Ավագյան; * 15. März 1919 in Armawir, Russland; † 22. November 2017 in Manhattan) war ein US-amerikanischer Musikproduzent des Jazz und der populären Musik. Er war armenischer Herkunft. Er war vor allem für seine Arbeit für Columbia Records bekannt, wo er viele Alben von Miles Davis produzierte.

## Leben
Avakian wurde in Südrussland in eine armenische Familie von Kleiderhändlern geboren, die kurz nach seiner Geburt in die USA auswanderte. Avakian wuchs in New York auf und hörte schon als Jugendlicher Jazz, teilweise, weil ihr fremdartiger Ton in seinen Ohren wie die armenische Musik auf den Platten seiner Eltern klang. Er studierte in Yale, war daneben aber ein eifriger Jazzplattensammler und Jazzfan, der auch schon Kritiken veröffentlichte.
Avakian war schon als Student verantwortlich für die Produktion des ersten Jazzalbums (Chicago Jazz) und die ersten Reissues (Neuauflagen) von Columbia Records und anderer klassischer Jazzaufnahmen um 1940, wobei er einige zuvor unveröffentlichte Aufnahmen von Louis Armstrong and His Hot Five bzw. Hot Seven entdeckte. Er war damit der erste Produzent, der alternate takes entdeckte und veröffentlichte. Er fuhr 1939 persönlich von Yale, wo er studierte, in die 20 Meilen entfernte Produktionsstätte von Columbia Records, um die Plattenfirma von einer Neuausgabe von Jazzklassikern wie Bix Beiderbecke und Armstrong zu überzeugen. Im Zweiten Weltkrieg war er Soldat. Später produzierte er Louis Armstrong bei Columbia auch selbst („Louis Armstrong plays W.C.Handy“ 1954, „Ambassador Satch“ 1956).
Bei Columbia war er 1948 als Produzent verantwortlich für die ersten Veröffentlichungen – rund hundert im Pop- und Jazz-Bereich – im Format der damals neuen LPs (33er), die längere Spieldauer und höhere Qualität hatten als die 78er. Damit konnte er auch 1950 das Carnegie-Hall Konzert von Benny Goodman von 1938 herausgeben, der erste Live-Mitschnitt und das erste Doppelalbum auf LP und ein immenser Erfolg mit über einer Million verkaufter Alben.  Er brachte dort Dave Brubeck (zum Beispiel „Brubeck plays Brubeck“ 1956) groß heraus und holte Miles Davis und sein Quintett mit John Coltrane 1955 von Prestige (z. B. „Miles Ahead“, „Sketches of Spain“ mit Gil Evans). Er produzierte auch das Comeback von Duke Ellington im Newport-Konzert 1956. Avakian war von 1946 bis Anfang 1957 fest bei Columbia angestellt und auf dem Höhepunkt seiner Karriere gesamtverantwortlich für die „Popular Music and International Division“. Er entdeckte 1955 Johnny Mathis, der als Teenager in einem Club in San Francisco sang.
1957 wechselte er zum Label Pacific Jazz von Richard Bock. 1959 arbeitete er mit seinem jüngeren Bruder Aram Avakian (gestorben 1987) und Bert Stern an dem Jazzfilm Jazz an einem Sommerabend mit. Aram Avakian war auch Fotograf bei vielen Jazz-Sessions, die George Avakian aufnahm.
Ab 1959 war er bei Warner Brothers, wo er unter seinem ehemaligen Chef bei Columbia Jim Conkling die Pop-Sparte aufbauen sollte und 1960/61 „Bill Haley and the Comets“ und die Everly Brothers produzierte. 1960 produzierte er eines der erfolgreichsten Comedy-Alben (“The Button-Down Mind of Bob Newhart”). 1962 organisierte er die UdSSR-Tour von Benny Goodman. Im selben Jahr ging er zu RCA Victor, wo er Paul Desmond und den wieder aktiven Sonny Rollins (The Bridge 1962) produzierte.
1963 beschloss er, nie wieder fest in einer größeren Plattenfirma zu arbeiten und managte u. a. das Charles-Lloyd-Quartett und von 1970 bis 1974 dessen ehemaligen Pianisten Keith Jarrett. Danach zog er sich aus dem Musikgeschäft zurück und züchtete Rennpferde. Allerdings beteiligte er sich auch wieder an der Reissue-Serie „Columbia Legacy“ seiner alten Plattenfirma
Avakian war 68 Jahre lang mit der Geigerin Anahid Ajemian verheiratet, die als Professorin an der Juilliard School of Music tätig war.

## Wirken
Mit „Chicago Jazz“ 1940 (Decca 121, sechs 10-Zoll-Platten mit einem zwölfseitigen Booklet, mit neuen Aufnahmen der Bands von Eddie Condon, Jimmy McPartland und George Wettling), dem weitere über Jazz in New Orleans und New York folgten, produzierte er das erste Jazzalbum im modernen Sinn. Auch war er wesentlich an der Etablierung der Langspielplatte beteiligt. Dazu gehörten neben einem thematischen Konzept für das Album auch genaue Angaben über Komponisten und Aufnahmedaten und informative Liner Notes.
1940 startete er auch die „Hot Jazz Classics“ Reihe bei Columbia, die ersten Reissue-Reihe im Jazz. Außerdem revitalisierte er die Live-Mitschnitte von Jazzkonzerten, etwa der Louis-Armstrong-Tournee 1955 in Europa oder das oben erwähnte Newport-Konzert von Duke Ellington, das dessen Karriere einen neuen Schub verlieh. Avakian produzierte 1955 auch einen der ersten LP-Sampler, I Love Jazz, damals für nur einen Dollar verkauft.
Avakian gehörte 1958 zu den Gründern der Recording Academy und machte aus Columbia Records ein weltbekanntes Label. Er produzierte viele Meilenstein-Platten, so zum Beispiel die Alben von Erroll Garner („Concert by the Sea“), Miles Davis („Miles Ahead“) und Benny Goodman („Live at Carnegie Hall“). Außerdem förderte er die Karriere von vielen bekannten Künstlern wie Keith Jarret, Charles Lloyd, Lotte Lenya, Edith Piaf und Ravi Shankar.

## Preise uns Auszeichnungen
Avakian wurde 2000 mit dem Lifetime Achievement Award von Down Beat geehrt, der speziell für wichtige Beiträge zur Förderung des Jazz verliehen wird; den ersten erhielt John Hammond. 1996 erhielt er einen Grammy Award für beste Liner Notes für The Complete Columbia Studio Recordings von Miles Davis und Gil Evans, deren Produktion er selbst beaufsichtigt hatte. 2009 erhielt er den Trustee Award der Recording Academy, die er mitgründete und deren Präsident er 1966/67 war. 2010 wurde er mit der NEA Jazz Masters Fellowship ausgezeichnet.